# RAMBLING ROSE
ランブリング・ローズ（英語: Rambling Rose）は、日本出身のロックバンド。
2019年から活動を開始し、東京を中心に音楽活動を行っている。

## 来歴

### 2019年(バンド結成)
福岡のクラブシーンで「PURPLE GANG」として活動を行っていたTATSUYAとSHOTAが自らの音楽的表現を実現する為に福岡から上京したことによりその活動が始まる。
新バンドを結成するため楽器店やSNSでメンバーを探し出し活動が始まる。
最初期はメンバーの流動が激しく1度のライブでクビになったメンバーやセッションをしたのみで終わることが多く満足な活動ができずにいたが、その中でもメンバーを見つけ出し活動開始。ベースのRYOJIROやドラマーと共にリハーサル、曲作りを行っていく。
結成後初のライブは高円寺UFOで行われ、その後新宿、下北沢のライブハウスでライブを行い着実にファンを増やしていく。

### 2020年初頭（LIVE FAST DIE YOUNG）
地道な音楽活動を続ける中、初の自主製作音源である「LIVE FAST DIE YOUNG」制作に取り掛かる。
アルバム制作の構想段階でドラマーが突然の脱退。
一時制作が頓挫しかけるが、サポートドラマーを起用することで完成に至る。
全て手作業で作るというDIY精神で作られた「LIVE FAST DIE YOUNG」はライブ会場で売られ、その音楽性から一部の音楽ファンから熱い評価を得た。
収録曲はオリジナル曲「SWEET FAKE YOUR LOVE」「TEENAGE KISS」「GOING DOWN」「HEARTBREAK HOTEL」の計4曲。
ファンキーな「SWEET FAKE YOUR LOVE」、パンキッシュな「TEENAGE　KISS」、ライブの定番曲である「GOING DOWN」、エルヴィス・プレスリーの爆走ヴァージョンにアレンジされた「HEARTBREAK HOTEL」と４曲ながらバリエーションに富んだ作品である。
順調かに見えたがベースのRYOJIROが音楽性の違いから脱退。
またもやメンバー探しの壁にぶつかることとなる。

### 2020年（現ラインナップ完成）
ベースの脱退により一時活動が停滞し、メンバー探しに奔走することとなる。
しばらくの間満足のいくメンバーが見つからない為、先の見えない状況を打破すべくYoutubeでの活動も始めることとなる。
2人によるアコースティックアレンジでのカバー曲がメインとなり、R＆B、ロックンロールなどルーツを辿る曲にスポットがあてられていて、HANOI ROCKSやモータウン、エルヴィスと幅広い選曲が魅力である。
そんな中活動を行っていく中、SNSで出会ったHIDEYUKIの登場により状況が明るくなっていく。
SNSでメンバー募集の動画を乗せたところ「Duff McKaganやNikki Sixxが好き。」と連絡があり、早速オーディションを行いお互いの音楽的趣向も近いことからメンバーとして正式加入することに。
こうして現ラインナップであるTATSUYA、SHOTA、HIDEYUKIの3人が揃うことなり、サポートではあるが同じくバンドサウンドの一端を担っているドラムのSHINYAも同時期にオーディションの末、加入。
メンバーが揃ったことにより徐々に活動を再開していくが、新型コロナウィルスによる活動制限もありしばらくは表立った活動は少ないままであった。

### 2021年（WAS HERE制作）
ライブ活動も徐々に増え始め、バンドのサウンドがまとまってきた頃合いをみて初のフルアルバム制作の構想が持ち上がる。
ライブでは披露したがまだレコーディングしていない曲を収録する話も持ち上がったが、メンバーによる新鮮な音を閉じ込めたいとの想いから新たにアルバム用の曲作りが行われることになる。
レコーディングは「SUR SOUND STUDIO」にて全3日で行われた。
現代のレコーディングでは通常楽器一人ひとりが別々に録るという手法が用いられるが、バンドのこだわりによりこのレコーディングには一発録りというバンドが一斉に音を録る手法が用いられた。
その為余計な音がそぎ落とされたソリッドでまるでライブを聴いているかのような生々しいアルバムが完成した。

## メンバー
- 現ラインナップ
  - タツヤ Tatsuya - ヴォーカル
  - ショウタ Shota - ギター
  - ヒデユキ Hideyuki - ベースギター

- サポートメンバー
  - シンヤ Shinya - ドラムス

## 音楽性
音楽的な影響はエアロスミスやレッド・ゼッペリン、ガンズ・アンド・ローゼズなど70'sや80'sのハードロックによるところが大きい。
その他にもメンバーそれぞれがR＆B、ロカビリー、ブルース、ジャズ、グラムやパンクと幅広く好む為、一概にハードロックという括りでは語れない側面がある。
ライブではエアロスミス「Train Kept A Rollin」、ファスター・プッシーキャット「Babylon」、HANOI ROCKS「Malibu Beach Nightmare」、エルヴィス・プレスリー「Heartbreak Hotel」等をカバーしている。

## ディスコグラフィー
自主制作アルバム
「LIVE FAST DIE YOUNG」
「WAS HERE」発売予定